# Szombathelyi Ifjúsági Fúvószenekar
A Szombathelyi Ifjúsági Fúvószenekar a szombathelyi Bartók Béla Zeneiskola legnagyobb és legrégebbi együtteseként fontos szerepet tölt be a megyeszékhely és a régió kulturális életében. Rendszeresen tart önálló hangversenyt a szombathelyi Bartók Teremben, emellett gyakran vállal szabadtéri fellépéseket is. A fúvószenekar tagjai a zeneiskola jelenlegi, valamint egykori 10-25 éves fúvós és ütőhangszeres növendékei. Az együttes az alapítása óta számos sikert ért el hazai versenyeken és fesztiválokon, többek közt: Veszprémben, Zánkán, Szombathelyen, Kőszegen, Szentgotthárdon, a Siklósi Várfesztiválon és Budapesten, a IV. Európai Ifjúsági Zenei Fesztiválon. Hangversenyeket adott Európa szerte, két alkalommal a Purmerade nemzetközi ifjúsági zenei fesztivál vendége is volt a hollandiai Purmerendben.

## Karnagyok
- 1974 – 1980: Pataki András, Lakatos József, Mérei János, Mihály Gyula, Horváth Guidó, Will Ernő, Neszmélyi András (másodkarnagy)[3]
- 1980 – 2010: Neszmélyi András,[4] Táky György (másodkarnagy)[5]
- 2010 – 2020: Mészáros Balázs[6]
- 2020 – napjainkig: Tóth Máté

A zenekar felkészítésében az elmúlt évtizedek során a Bartók Béla Zeneiskola tanárai közül Borhi Ágnes, Gazdag János, Mérei János, Mészáros Balázs, Neszmélyi András, Pulay Teréz, Szőllősi Balázs, Táky György, Ujhelyi Péter és Vasas József vettek részt rendszeresen. [szerkesztés alatt]

## Történet

### 1974 – 1980
1974-ben a szombathelyi Művelődési és Sportház vezetője, Babos Sándor kezdeményezte egy ifjúsági fúvószenekar megalapítását az általa vezetett intézmény fenntartásában működő Szombathelyi Városi Fúvószenekar utánpótlásának biztosítása céljából. Tibold Iván, a Bartók Béla Zeneiskola igazgatója, és Kiss Vilmos, a Derkovits Gyula Általános Iskola igazgatója segítségével a Derkovits-lakótelep új általános iskolájában kezdődött el a zenekari munka. Az első években a zenekar vezetését egymást követően több zenetanár vállalta: Pataki András, Lakatos József, Mérei János, Mihály Gyula, Horváth Guidó, Will Ernő, és Neszmélyi András. Az első fellépések az iskolai ünnepségeken, valamint a Daloló Ifjúság rendezvényein történtek meg, ekkor indulókat és fanfárokat játszott az együttes. A rendszeres próbák eredményeként az 1970-es évek végén már önálló térzenéket is adott a fúvószenekar.

### 1980 – 2010
1980-ban Neszmélyi András és Táky György vezetésével új alapokra helyeződött a zenekar építése. Lerázva az úttörőzenekari kötöttségeket, Szombathelyi Ifjúsági Fúvószenekar néven újjászervezték az együttest. Most már nem ”kellett” kimaradni nyolcadik osztály után a zenekarból. Mindenki addig maradhatott zenekari tag, ameddig akart, ill. ameddig érdeklődését, magatartását, szorgalmát összehangolta az együttes célkitűzéseivel.
Ez a szemlélet bevált és egy-két év alatt a kb. 15 tagú zenekarból 30–40 tagú lett az együttes.
Jelentős eseménynek tekinthető, hogy a felnőtt zenekar 25 éves jubileumi koncertjén 1981 decemberében már a megnövekedett létszámmal mutatkozott be az együttes. Szereplésük a minőségi követelmények tekintetében is megfelelt az elvárásoknak.
Első külföldi bemutatkozásukra – az ausztriai Laa an der Thaya-ban – 1982 szeptemberében kb. 40 tagú zenekarral került sor. A meghívás az Alsóausztriai Fúvószenekari Egylet 30 éves jubileumi rendezvényére szólt, melyet Nemzetközi Fúvószenekari Fesztivál keretei között ünnepeltek. A szombathelyi együttes az önálló bemutatkozáson túl a különböző nemzetiségű zenekarok között – megalakulása óta először – felvonuláson menetzenével is részt vett, majd a város főterén mintegy 1200 muzsikussal együtt játszotta a közös számokat.
A Szombathelyi Ifjúsági Fúvószenekar életében az elkövetkező évek egyenként is mérföldkőként értékelhető, sikeres fellépéseket hoztak. 1983-ban Veszprémben, majd 1985-ben és 1987-ben Zánkán az Úttörő Fúvószenekari Fesztiválokon szerzett ismertséget és vívott ki elismerést az együttes. A munkát, a felkészülést segítette a Szombathellyel szomszédos Vép Szakmunkásképző Iskolájában – 85-ben és 87-ben – tartott egy hetes, tíz napos nyári tábor is.
1985-ben a művelődési miniszter Miniszteri Dicséretben részesítette Neszmélyi Andrást és Táky Györgyöt.
Megkezdődött a nemzetközi kapcsolatok kiépítése. Az ausztriai zenekarokkal kialakított cserekapcsolatok jegyében 1985-ben Gleisdorfban, majd 1986-ban St. Georgenben voltak vendégszerepelni. Természetesen a Gleisdorf-i és a St. Georgen-i zenekar is viszonozta a látogatást. Térzenékkel, hangversenyekkel mutatkozott be mindkét együttes Szombathelyen.
1988-ban Németországba, Maisach városába utazott az együttes. A bajorországi Tűzoltózenekarok Fesztiválján, a térzenén és a többszáz főt befogadó hatalmas sátorban is fergeteges sikert arattak 13–14 éves átlagéletkorral rendelkező ifjú muzsikusaink. 1988-ban a Népművelési Intézet országos minősítő rendszerében felnőtt zenekari kategóriában kapott Aranydiplomát az Ifjúsági Fúvószenekar.
Nagy sikerrel léptek fel 1990 májusában a XXV. Kemenesaljai Napok keretében a Ság-hegyen megrendezett Kráter-hangversenyen, majd még ebben az évben a Siklósi Nemzetközi Fúvószenekari Várfesztiválon is bemutatkoztak.
1991-ben Veszprémben, a Zeneiskolai Zenekarok I. Országos Fesztiválján I. díjat szerzett a Szombathelyi Ifjúsági Fúvószenekar. A tíz éve végzett kitartó munka, az alapos felkészülés eredményezte – a korábbi évek kezdődő sikereinek megkoronázásaként – ezt a díjat, ezt az elismerést.
1992-ben Békéscsabán léptek fel, majd még ebben az évben – a zenekar munkájának elismeréseként – az együttes két vezetője és a növendékek képviselői vették át a budapesti Néprajzi Múzeumban a “Dicsérő oklevelet”.
1993-ban, a másodízben Salgótarjánban megrendezett Országos Fesztiválon szintén a győztesek között volt, II. díjat kapott és minden különdíjat megnyert az együttes. A zsűri elnöke példaértékűnek nevezte a zenekarban folyó munkát, és országosan egyedülállónak minősítette a szimfonikus zenekarokra jellemző puha hangszínt. E hazai sikerek bizonyítják legfényesebben azt a kitartó, türelmes munkát, mellyel – a változó személyi összetétel dacára – az együttes vezetői a változó adottságú növendékekből magas színvonalú munkával hosszú évek óta elismerten sikeres együttest működtetnek.
Rendkívül fontosak a zenekar életében a külföldi utak, a cserekapcsolatok. A közös élmények összekovácsolják az együttest. Az utazások lehetőséget adnak természeti kincsek, történelmi emlékek, más művészi ághoz tartozó kulturális értékek megismerése mellett az elsajátított idegen nyelvek gyakorlására. A más népek szokásaiban, életvitelében, értékszemléletének különbözőségében szerzett tapasztalatok az európaiság szellemének erősítését szolgálva toleranciára nevelnek. 1994 nyarán az angliai Maidstone-ban, majd a németországi Meiningenben léptek fel a szombathelyi ifjú muzsikusok. A két fellépés között lehetőség teremtődött Londonba, majd Párizsba és Luxemburgba is ellátogatni.
A növendékek láthatták a St. Paul katedrálist, a West-minster apátságot, a Towert, a British Múzeumot, járhattak az Eiffel toronyban, a Louvre-ban, megismerhették Párizs nevezetességeit. A tizenegy napos út felejthetetlen emlék marad valamennyi résztvevőnek.
Ebben az évben nyáron rendezték meg Szombathelyen az I. Mazsorett Fesztivált, amely számos magyar fúvószenekarral, mazsorett-csoporttal teremtette meg a közös fellépés lehetőségét. Ősszel vendégül látta az együttes a Maidstone-i angol zenekart, majd néhány héttel később együtt koncerteztek egy londoni zenekarral és kórussal.
1995. május 31. és június 5. között Bartók Béla halálának 50. évfordulóján, Budapesten került sor a IV. Európai Ifjúsági Zenei Fesztivál ünnepségsorozatára, melynek zenekarunk is tevékeny részese volt. A Székesfővárosban szervezett eseménysorozathoz vidéki rendezvények, ún. “Előfesztiválok” is csatlakoztak. Szombathelyen 6 külföldi együttes 300 és 12 helyi együttes 600 tagja szerepelt.
1995. december 28-án jubileumi hangverseny (kép118kB) szervezésére került sor a Művelődési és Sportház Nagytermében. Minden elérhető egykori muzsikustársat szeretettel hívott vissza – aktív közreműködésre is – az együttes. A régi tagokkal való találkozás, az együttmuzsikálás, a sok szép emlék felidézése a zenei élményen túli, rendkívüli hatást gyakorolt minden jelenlévőre.
1996 tavaszán franciaországi zenekart hívott meg a szombathelyi együttes, majd nyáron az ő meghívásukra utaztak Franciaországba, Sarrebourgba. Az ifjú muzsikusok, a hangversenyek, térzenék mellett ellátogathattak Strasbourgba, az EURÓPA PALOTA épületébe, amely az Európa Tanács központja, valamint láthatták a Rajna-Majna csatorna különleges szárazföldi zsilipjét. A külföldi utat a dachaui Fúvószenekar felkérésére a helyi és a szombathelyi fiatalok közös térzenéje, hangversenye zárta Németországban.
1997 nyarán ugyancsak Németországba utazott a zenekar, Lupburgban a 35 éves Spielmannszug jubileumi rendezvényén adtak nagysikerű koncertet, majd hazatérésük után szerepeltek az I. Szombathelyi Nemzetközi Fúvószenekari Fesztiválon.
Ebben az évben Neszmélyi András a – szombathelyi önkormányzat által alapított – Kiemelkedő Kulturális Munkáért díj harmadik fokozatát kapta.
1998. július 8–14.között a hollandiai Purmerend városában megrendezett PURMERADE NEMZETKÖZI FÚVÓSZENEKARI FESZTIVÁLON vettek részt. A négyévenként megrendezett, meghívásos versenyre a bemutatkozás jogát még 1993-ban, a Zeneiskolai Zenekarok II. Országos Fesztiválján, Salgótarjánban nyerte el az együttes. A rendezők a világ számos országából – Amerika, Anglia, Izrael, Oroszország, Írország stb. – hívták meg ebben az évben is a résztvevő 30 zenekart. A fesztivál versenykiírása szerint esténként 3–3 együttes 50 perces műsorral mutatkozhatott be a purmerendi színház Nagytermében.
A programokból csak egy kötelező és egy szabadon választott művet minősített, de minden bemutatott darabot értékelt a neves szakemberekből álló zsűri. Nem helyezéseket osztottak, sorrendet állítottak, hanem a további munkát segítő, a fejlődéshez, előrelépéshez nélkülözhetetlen igényes írásos értékelést adtak. A nemzetközi zsűri dicsérte az igényes műsorválasztást. Nagy sikert arattak a magyar szerzők – Liszt Ferenc és Hidas Frigyes – művei, a kötelező holland műként előadott Jacob de Haan: Oregon, valamint Brahms: Akadémiai ünnepi nyitánya és Chattaway műve: A spanyol láz tüzes hangulatot teremtő bemutatása. A sajtó is dicsérte fiatal muzsikusainkat, kiemelve a rendezők ügyességét, mely szerint “jó vásárt” csináltak a szombathelyi együttes meghívásával. Az Ifjúsági Fúvószenekar – az értékelések alapján – megállta a helyét nemzetközi mezőnyben is, ami a résztvevő zenekarok között jól kimutatható óriási – elsősorban anyagi eszközökben meg-mutatkozó – különbségek mellett oly jellemzően magyar specialitás. Nagy sikere volt a térzenének is.
A zenei programok mellett hajós városnézésre, a Tengerészeti Múzeum, a Zaanse-schans falumúzeum (sajt-, fapapucskészítés, működő szélmalmok), a MADURODAM és a Tengeri Akvárium megtekintésére is lehetőség teremtődött Purmerendben, Amszterdamban és Hágában.
1998 júliusában került sor – a 15 Éves Szentgotthárd Városa Rendezvénysorozat keretében – első ízben Szentgotthárdon fúvószenekarok és mazsorettcsoportok fesztiváljára, melyen természetesen az ifjú fúvósok is részt vettek.
Ezen a nyáron, a II. Szombathelyi Nemzetközi Fúvószenekari Fesztiválon együttesünk az augusztus 7-i hangversenyen fergeteges sikert aratott. Dicsérték zenekarunkat a fesztiválon résztvevő külföldi zenekarok is. Vendégeink – a Knabenkapelle Dachau városából, valamint a Spielmannszug Lupburgból – vidám hangulatos fellépéseikkel színesítették a fesztivál programját.
1999-ben, az európai határok megnyitásának 10. évfordulóján Meiningenben rendeztek Nemzetközi Fúvószenekari Fesztivált, melyre a szombathelyi együttes – egyetlen magyar zenekarként – kapott meghívást.
2000-ben ismételten ellátogatott Együttesünk Lupburgba, majd augusztusban részt vettünk a horvátországi Varasdon megrendezett Fúvószenekari Fesztiválon.
2000 december 28-án a szombathelyi Művelődési és Sportházban 125 tagú zenekar 1000-1100 néző jelenlétében ünnepelte az együttes fennállásának 20. évfordulóját. A színvonalas jó hangulatú koncert emlékezetes marad minden résztvevőnek.
2001 tavaszán az olaszországi Pergine Valsugana városában, Trento területi központ szervezésében megtartott fesztivál résztvevői lehettünk.
2001 augusztusában Nömme városának meghívására Észtországba látogattunk. Nömme Szombathely testvérvárosa. A 13 napos úton összesen nyolc hangversenyünk, térzenénk volt. Felléptünk az észtországi fővárosában Tallinn-ban, a litvániai Vilnius-ban, a lengyelországi Krakkóban, valamint Proszovice-ben fesztiválon. Az út sok élménnyel gazdagította együttesünk tagjait.
2002-ben ismét meghívást kaptunk a hollandiai PURMEADE Fesztiválra. Az együttes munkáját– a korábbi versenynél bemutatott értékelési technikák alkalmazásával – „jó, nagyon jó” minősítéssel jutalmazta a nemzetközi zsűri. A francia művelődési szervek lehetőséget teremtettek zenekarunk párizsi bemutatkozására. Térzenét adott Együttesünk a Pompidou Központ előtti téren. A 11 napos úton megismerkedtünk Amsterdam és Hollandia nevezetességein kívül Párizs leghíresebb múzeumaival, épületeivel.
2003-ban a Dachaui Ifjúsági Fúvószenekar fennállásának 50. évfordulójára rendezett ünnepség-sorozat vendégeként mutatkozott be a zenekarunk Németországban. A 25 különböző együttes, ill. szervezet részvételével rendezett felvonulás mindannyiunk számára emlékezetes marad.
2004 májusában a magyarországi koncertkörúton lévő Ulmer Knabenmusik együttesét látta vendégül a zenekar.
2005. december 28-án került sor zenekarunk fennállásának 25. évfordulója alkalmából rendezett koncertre.
Az Ulmer Knabenmusik meghívására 2006 nyarán Ulmban vendégszerepelt a zenekar. Az ulmi koncertről a helyi sajtó is elismerően tudósított.
A Zeneiskola valamennyi fúvós hangszert tanító tanárának áldozatos munkája benne van közvetve az elért sikerekben. Jól felkészített növendékeik az eredményes zenekari munka zálogát jelentik. A munkába közvetlenül – rendszeres zenekari szólampróbákkal – bekapcsolódott 1989-től Újhelyi Péter, 1997-től Buza Gáspár és 2005-től Szőllősy Balázs. A szereplések zökkenőmentessége és az egyéb működési körülmények biztosítása érdekében kiemelkedő munkát végzett a zenekar megalakulásától kezdve 1988-ig Gáspár Gézáné, a Művelődési és Sportház kulturális előadója. Ezt a munkát 1989–2001 között – a munkaköri kötelezettségénél jóval magasabb színvonalon, értékes segítőtársként – Rajkay Ágnes végezte.
2001. végétől a hivatalos munkakapcsolat az együttes és a Művelődési és Sportház között megszűnt. 2001 novemberében fogadta el a Szombathelyi Ifjúsági Fúvószenekar Egyesület alapszabályát az együttes 37 tagja. Az egyesület azóta önálló szervezetként működtette a zenekart 2010-ig.
Az egyesület művészeti vezetője: Neszmélyi András.
Elnök: Tákyné Lukinits Zsuzsanna, alelnök 2001-2002-ben Fraknói Kinga, 2002-től Vincze Balázs.
Az Ifjúsági Fúvószenekarért Alapítvány – az alapítás éve – 1991 óta szervezte és bonyolította az együttes utazásait, segítette a zenekar működését. Az első évben zakót, majd 1998-ban mellényt készíttetett a muzsikusoknak. Az alapítvány minden pályázati lehetőséget kihasznált.
Az utazások költségeit támogatta: a Fáy András Alapítvány, a Mobilitás Ifjúsági Szolgálat, a Soros Alapítvány, Szombathely Megyei Jogú Város Kulturális Bizottsága, valamint az anyagiakon túl erkölcsi támogatást nyújtottak a zenekar fenntartói: a Szombathelyi Művelődési és Sportház és a Bartók Béla Zeneiskola. A magánszemélyek és szervezetek adójából a kultúrára adható egy százalék összege is segítette és segíti a célok megvalósulását. Az Alapítvány pénzügyi vezetését, az utazások szervezését és az ezekhez kapcsolódó adminisztrációs feladatokat Tákyné Lukinits Zsuzsanna látta el 1991 és 2010 között. 2010 után az egyesületi és alapítványi működést felváltotta a Bartók Béla Zeneiskola keretein belüli, iskolai zenekarként való működés.

### 2010 – napjainkig
A 30 éves jubileumot követően Mészáros Balázs vette át a zenekar irányítását. A repertoár elsősorban tradicionális amerikai indulókkal, komolyzenei művek átirataival, valamint holland zeneszerzők modern fúvószenekari darabjaival gazdagodott. Bővült a hangversenytermi koncertek sora: 2012-től kezdve a hagyományos farsangi hangverseny mellett Vendégjáték fúvósokkal címmel, a régió egy-egy fúvószenekarával közösen tavasszal is adnak hangversenyt. Vendégzenekarok: Sárvári Koncertfúvószenekar (2012), Táplánszentkereszti Ifjúsági Fúvószenekar (2013), Szombathely Város Fúvószenekara (2014), Sopron Város Fúvószenekara (2015), Csepreg Város Fúvószenekara (2016). 2012-től nyári zenekari táborok segítik a következő tanév koncertjeire való felkészülést (2012. Zalakaros, 2013. Celldömölk, 2014-2015. Őrimagyarósd). A hagyományoknak megfelelően a 35 éves jubileum alkalmából ünnepi hangversenyt ad a jeles alkalomból egykori zenekari tagokkal alkalmilag kibővített együttes.
[szerkesztés folyamatban...]

## Eredmények, díjak
1985. Budapest: Miniszteri dicséret Neszmélyi András és Táky György részére a művelődési minisztertől

1988. Szombathely: Aranydiploma az egykori Népművelési Intézet országos minősítő rendszerében – felnőtt zenekari kategóriában

1991. Veszprém: I. díj a Zeneiskolai Zenekarok I. Országos Fesztiválján

1992. Budapest: Dicsérő oklevél Neszmélyi András és Táky György részére

1993. Salgótarján: II. díj és számos különdíj a Zeneiskolai Zenekarok II. Országos Fesztiválján

1997. Szombathely: Kiemelkedő Kulturális Munkáért díj III. fokozata Neszmélyi András karnagy részére Szombathely MJV Önkormányzatától

2000. Szombathely: Szombathely Oktatásügyéért díj Táky György részére Szombathely MJV Önkormányzatától

2002. Purmerend (NL): Jó, nagyon jó minősítés a Purmerade nemzetközi ifjúsági zenei fesztiválon

2006. Szombathely: Kiemelkedő Kulturális Munkáért díj II. fokozata Tákyné Lukinits Zsuzsanna egyesületi elnök részére Szombathely MJV Önkormányzatától

2009. Szombathely: Kiemelkedő Kulturális Munkáért díj I. fokozata Neszmélyi András karnagy részére Szombathely MJV Önkormányzatától

## Külföldi fellépések
Laa an der Thaya (A), Gleisdorf (A), St. Georgen (A), Maisach (D), Maidstone (GB), Meiningen (D), Sarrebourg (F), Saverne (F), Strasbourg (F), Dachau (D), Lupburg (D), Purmerend (NL), Varasd (HR), Pergine Valsugana (I), Võru (EST), Tallinn (EST), Vilnius (LV), Krakkó (PL), Proszowice (PL), Párizs (F), Pinkafő (A), Ulm (D), Berlin (D), Schladming (A), Monyorókerék (A), Beled (A)

## Fesztiválokon való részvételek
1982. Laa an der Thaya (A): Nemzetközi Fúvószenekari Fesztivál

1983. Veszprém: Országos Úttörő Fúvószenekari Fesztivál

1985. Veszprém: Országos Úttörő Fúvószenekari Fesztivál

1987. Zánka: Országos Úttörő-zenekari Fesztivál

1988. Maisach (D): Bajorországi Tűzoltózenekarok Fesztiválja

1990. Siklós: Siklósi Nemzetközi Fúvószenekari Várfesztivál

1991. Veszprém: Zeneiskolai Zenekarok I. Országos Fesztiválja

1993. Salgótarján: Zeneiskolai Zenekarok II. Országos Fesztiválja

1995. Budapest: IV. Európai Ifjúsági Zenei Fesztivál

1997: Szombathely: I. Nemzetközi Fúvószenekari Fesztivál

1998: Szombathely: II. Nemzetközi Fúvószenekari Fesztivál

1998. Purmerend (NL): Purmerade nemzetközi ifjúsági zenei fesztivál

1999. Meiningen (D): Nemzetközi Fúvószenekari Fesztivál

1999: Szombathely: III. Nemzetközi Fúvószenekari Fesztivál

2000. Varaždin (HR): Nemzetközi Fúvószenekari Fesztivál

2001. Pergine Valsugana (I): Nemzetközi Fesztivál

2002: Szombathely: VI. Szombathelyi Nemzetközi Fúvószenekari Fesztivál

2002. Purmerend (NL): Purmerade nemzetközi ifjúsági zenei fesztivál

2003: Szombathely: VII. Nemzetközi Fúvószenekari Fesztivál

2004: Szombathely: VIII. Nemzetközi Fúvószenekari Fesztivál

2006: Szombathely: X. Nemzetközi Fúvószenekari Fesztivál

2012: Táplánszentkereszt: Fúvószenekari fesztivál

## Zenekari tagok 2015-ben[18]

### Piccolo
Cser Fruzsina

Horváth Kitti

Sinkó Sára

### Fuvola
Cser Fruzsina

Glocknitzer Júlia

Gorell Anna

Horváth Kitti

Kis Dorottya

Kiss Eszter Anna

Kovács Boglárka

Prikazovics Júlia

Sinkó Sára

Sipos Tímea

Vincze Adél

Ádám Rozina

Dallos Boglárka

Kopácsi Edina

Lénárd Anna

Németh Zsófia

Pethő Emőke

Pethő Julianna

Simon Viktória

### Oboa
Galankó Luca

Házi Bence

### Fagott
Tullner Flóra

### Klarinét
Odonics Gábor

Vesztergom Nóra

Hegedüs Kata

Kerényi János

Tóth Domonkos

Jacsev Borbála

Pittmann Kornél

### Altszaxofon
Sárközi Viktória

Jacsev Ábel

### Tenorszaxofon
Farkas Márti

### Baritonszaxofon
Nagy Dóra

### Kürt
Bokor Patrik

Vigh Gergő

Sipos Zoé

Kúti-Vincze Dániel

Kovács Ábel

Kovács Máté

### Trombita
Czink László

Czvitkovics Norbert

Érszegi András

Mihályfi Márk

Pados Barnabás

Tóth Ármin

Traxler Bálint

Bokor Lia

Páll Bence

Sándor Bálint

Gorza Lőrinc

Fekete Tamás

Horváth Barnabás

Kecskés András

Kiss Benjámin

Markó Gyula

Seibert Vilmos

### Tenorkürt
Kiss Vilmos

Bilics Kristóf

Kovács Bálint

### Bariton
Lukács Márton

Szabados Rebeka

### Harsona
Bálint Miklós

### Tuba
Jacsev Sámuel

Kiss Péter

Magda Donát

Nagy Máté

### Ütőhangszerek
Kiss Bertalan

Kovács Viktória

Magyar Marcell

Németh László

Sándor Dávid

Schmall Róbert

Szűcs Bálint

Szücs Gergely

## Zenekari tagok az előző években
A Szombathelyi Ifjúsági Fúvószenekar tagjai 1980 és 2014 között.

### A-F
A

Albert András – altszaxofon, klarinét | Alpár Levente (†) – tenorszaxofon, klarinét | Avas Máté Bendegúz – tenorkürt
Á

Ádám Péter – tenorkürt, Ádám Rozina – fuvola
B

Babos Ferenc – trombita | Bakler Csaba – trombita | Balaton Szabolcs – klarinét | Balázs Boglárka – ütőhangszerek | Baldauf Veronika – oboa | Bálint Miklós – harsona, tenorkürt | Balogh Tamás – tenorkürt | Bán Tamás – harsona | Bánhegyi István – trombita | Baráth Ágnes – trombita | Baráth Simon – ütőhangszerek | Barta Miklós – kürt | Dr. Bartalis Krisztina – klarinét | Batyi Róbert – trombita | Bauer Krisztián – tenorkürt | Béldi Gergely – tuba | Bertha László – klarinét | Bertók Eszter – klarinét | Biczó Csaba – kürt | Bilics Kristóf – tenorkürt | Binger Anna – fuvola | Bíró Tamás – bariton | Bíróné Dr. Molnár Valéria – oboa | Bocsi Ádám – tenorkürt | Bódi Csaba – bariton | Bognár András – kürt | Bokor Lia – trombita | Bokor Patrik – kürt | Bolfán Bálint – trombita | Bolfán Bettina – klarinét | Bolfán Péter – klarinét | Bolyán Gábor – ütőhangszerek | Borhi Ágnes – klarinét | Bori András – kürt | Bozzay György – trombita | Bőczén Ákos – trombita | Bödei Eliána – fuvola | Bugledits Viktor – trombita | Bujtás Tímea – fuvola, piccolo | Burián Éva – klarinét | Buza Piroska – altszaxofon
C

Cooke Justin – fagott | Czimbuli Zsolt – ütőhangszerek | Czink László – trombita | Czotter Bence – kürt | Czotter Krisztián – trombita | Czvitkovics Ádám – klarinét | Czvitkovics Norbert – trombita
Cs

Csárics Sándor – trombita | Csárics Vera – fuvola | Császár András – ütőhangszerek | Cser Fruzsina – fuvola, piccolo | Csigó Mónika – szaxofon, klarinét | Csincsi Ferenc (†) – tuba | Csingár István – trombita | Csizmazia Zoltán – altszaxofon, klarinét | Csuti Dóra – fuvola
D

Dallos Boglárka – fuvola | Dalos Eszter – fuvola | Dávid András – harsona | Deáky Péter – harsona | Dezse Péter – oboa
E

Egervári Máté – fagott | Egervári Miklós – trombita | Erős Balázs – tenorkürt
É

Éder Tamás – oboa | Érszegi András – trombita, kornett, szárnykürt
F

Farkas Boglárka – fuvola | Farkas Gergely – trombita | Farkas Márta – tenorszaxofon | Fehér Bálint – trombita | Féja Géza – harsona | Fekete András László – trombita | Fekete Tamás – trombita | Ferecskó Gábor – trombita | Fraknói Kinga – fuvola, piccolo | Francia Norbert – tenorkürt | Francsics Gábor – trombita | Francsics Péter – tenorkürt | Futó Kovács Szandra – trombita

### G-N
G

Gál Zoltán – bariton | Galambos Katalin – oboa | Galankó Gergely – tenorkürt | Galankó Luca – oboa | Galla Ákos – harsona | Gáspár András – klarinét | Gerencsér Gábor – trombita | Glocknitzer Júlia – fuvola | Góczán Ákos – trombita | Góczán Bálint – trombita | Gombos Sára – tenorszaxofon | Gorell Anna – fuvola | Gorza Lőrinc – trombita | Guttmann Barbara – klarinét
Gy

Gyalogh Boglárka – klarinét | Gyarmati Dániel – tenorkürt | Gyöngyössy Anna – fuvola | Gyöngyössy Pál – tuba | Györgyi Gábor – tenorkürt | Györkös Szabolcs – trombita | Gyurácz Eszter – fuvola
H

Hábetler Krisztián – harsona | Hajnal Bence – harsona, tenorkürt | Halász Bence – ütőhangszerek | Halász Csaba – ütőhangszerek | Halász Szabolcs – tenorkürt | Hargitai Bálint – trombita | Hargitai Tamás – kürt | Hatos Kálmán – klarinét | Havasi Kornél – tenorkürt | Havasi Viktor – klarinét | Házi Bence – oboa | Hegedüs Kata – klarinét | Héger Júlia – fagott | Hencsei Ramóna – fagott | Héra András – kürt | Héra Andrea – fuvola | Hetyei József – kürt | Homolya Márta – fuvola | Horváth Ádám – klarinét | Horváth Anikó – fuvola | Horváth Balázs – trombita | Horváth Barnabás – trombita | Horváth Cecília Szilvia – fagott | Horváth Christopher – kürt | Horváth Dorottya – fuvola | Horváth Gábor – tuba | Horváth Gyula – klarinét | Horváth József – trombita | Horváth Judit – trombita | Horváth Kitti – fuvola, piccolo | Horváth L. Bence – basszusharsona, tenorkürt | Horváth Pál – tenorkürt | Horváth Péter – trombita | Horváth Virág – ütőhangszerek | Horváth Zoltán – … | Horváth Zsolt – trombita | Hotzi Kinga – fuvola | Hotzi Péter – tenorszaxofon, klarinét | Hotzi Virág – ütőhangszerek | Humli Péter – trombita | Humli Tamás – trombita
J

Jacsev Ábel – altszaxofon | Jacsev Borbála – klarinét | Jacsev Sámuel – tuba, tenorkürt | Jákli Orsolya – fuvola | Janászek Máté – trombita | Jankovics Vince – fagott | Jánosa Benedek – klarinét | Jánosa Dávid Péter – tenorkürt | Járai György – kürt | Jávor Balázs – harsona
K

Kajdi Júlia – altszaxofon | Kalló Bence – trombita | Kálmán Ernő – trombita | Kálmán Ildikó – klarinét | Kaltenecker Ildikó – klarinét | Kamarás János – harsona, tenorkürt | Károly Bálint – kürt | Karvalics Zoltán – trombita | Katona Attila – nagydob | Katona Lajos – trombita | Kecskés András – trombita | Kerényi János – klarinét | Kis Dorottya – fuvola | Kis Gábor – klarinét | Kiss András – tuba | Kiss Arián – szaxofon, ütőhangszerek | Kiss Áron – trombita | Kiss Bálint – harsona, tenorkürt | Kiss Barna – kürt | Kiss Beatrix – fagott | Kiss Benjámin – trombita | Kiss Bertalan – ütőhangszerek | Kiss Dorottya Judit – altszaxofon, klarinét | Kiss Eszter Anna – fuvola | Kiss Gabriella – fuvola | Kiss Naomi – fuvola | Kiss Péter – fagott | Kiss Péter – trombita | Kiss Péter – tuba | Kiss Roland – bariton | Kiss Vidor – kürt | Kiss Vilmos – eufónium, tenorkürt | Klock György – tenorkürt | Kocsis Tamás – oboa | Kolonics Eszter – fuvola | Koltay Krisztina – oboa | Koltay Miklós – tenorkürt | Kondits Kitti – klarinét | Kondor Benedek – ütőhangszerek | Kondor Domonkos – trombita | Kopácsi Edina – fuvola | Kopácsi László – harsona, bariton | Kopcsándi Balázs – klarinét | Koroknai Péter – tenorkürt | Kosztor Péter – klarinét | Kóta Fülöp – harsona, tenorkürt | Kóta Vilmos – kürt | Kovács Ábel – kürt | Kovács Ágnes – trombita | Kovács Anita – fuvola | Kovács Bálint – tenorkürt | Kovács Boglárka – fuvola | Kovács Boróka – tenorszaxofon | Kovács Csilla – klarinét | Kovács Dominik – ütőhangszerek | Kovács Ewa – altszaxofon, fuvola | Kovács Gábor – tenorkürt | Kovács Gellért – klarinét | Kovács Judit – oboa | Kovács Márton – trombita | Kovács Máté – kürt | Kovács Nikoletta – klarinét | Kovács Piotr – tuba, helikon | Kovács Tamás – harsona | Kovács Tomasz – tenorszaxofon, altszaxofon, klarinét | Kovács Viktória – timpani, ütőhangszerek | Kovács Zsolt – trombita | Kovacsics Éva – fuvola | Kovacsics György – ütőhangszerek | Kőbányai Mónika – fagott | Köbli Lilián – fuvola | Köcse Bálint – tenorkürt | Krepli Tibor – tenorszaxofon | Krilov Zoltán – trombita | Kúti-Vincze Dániel – kürt
L

Laczhegyi Imre – harsona | Láng Eszter – fuvola, piccolo | László János – tuba | Lazáry Márton – tenorszaxofon, klarinét | Lehner Tamara – klarinét | Lénárd Anna – fuvola | Lendvai Károly – ütőhangszerek | Lendvai Tamás – ütőhangszerek | Lendvai Zsolt – ütőhangszerek | Lengyel Bettina – fuvola | Lóránth Árpád – tuba | Lovasi Tibor – trombita | Lukács József – trombita | Lukács Márton – bariton
M

Madár Ágnes – klarinét | Madarász Péter Pál – basszusharsona, tenorkürt | Magda Donát – tuba | Magosi Zoltán – trombita | Magyar Marcell – ütőhangszerek | Major Bence – ütőhangszerek | Makarenkó Zsolt – ütőhangszerek | Markó Gyula – trombita | Márkusné Gyurácz Erika – fuvola | Máté Zsolt – kürt | Medveczky Eszter – klarinét | Medveczky Krisztina – trombita | Mercs Árpádné – fuvola | Mesteri Norbert – tenorkürt | Mészáros Attila – oboa | Mészáros Balázs – harsona, tenorkürt | Mihalcsics György – ütőhangszerek | Mihalcsics László – altszaxofon | Mihályfi Márk – trombita, kornett, szárnykürt | Molnár Róbert – fuvola | Molnár Szilárd – bariton | Molnár Szilárd – fuvola
N

Nádasi Zsuzsanna – altszaxofon | Nagy Andrea – fuvola | Nagy Balázs – klarinét | Nagy Bálint – kürt | Nagy Dóra – baritonszaxofon, tenorszaxofon, fuvola | Nagy Kristóf – kürt | Nagy Máté – tuba | Nagy Renáta – klarinét | Nagy Róbert – klarinét | Nagy Viktor – klarinét | Nagy Zsófia – fagott | Németh Attila – klarinét | Németh Erika – fuvola | Németh Gabriella – kürt | Németh József – tuba | Németh Kálmán Soma – trombita | Németh Krisztina – fuvola | Németh László – tenorkürt | Németh László – ütőhangszerek | Németh Rita – fuvola | Németh Szabolcs – eufónium, tenorkürt | Németh Tamás – kürt | Németh Tamás – trombita | Németh Viktória – piccolo, fuvola | Németh Viktória – tenorkürt | Németh Zoltán – kürt | Németh Zsófia – fuvola | Neválovits István – trombita

### O-Z
O

Odonics Gábor – klarinét | Orbán Zsolt – harsona | Osztrosits Péter – trombita
P

Pados Barnabás – trombita | Pájer Szabolcs – trombita | Pál Ildikó – harsona | Pál Zoltán – harsona, tenorkürt | Palkó Helga – klarinét | Palkó Noémi – fagott | Pálkövi Dániel – kürt | Páll Bence – trombita | Pap Levente – trombita | Pászner Hajnalka – fuvola | Pásztory Zoltán – trombita | Patai Katalin – kürt | Ifj. Pataki András – klarinét | Patalics András – klarinét | Paulovics Anett – trombita | Payr Henrik – tuba | Peresztegi Attila – tuba | Pethő Emőke – fuvola | Pethő Julianna – fuvola | Pethő Zsuzsa – tenorkürt | Pillis Krisztián – trombita | Pintér Gyula – trombita | Pintér Róbert – trombita | Pintér Vivien – trombita | Pittmann Kornél – klarinét | Pittmann Márton – trombita | Polgár Endre – trombita | Polgár Erika – fuvola | Poór Ágnes – klarinét | Portschy Dániel – altszaxofon | Pósfay Luca – oboa | Prikazovics Júlia – fuvola | Puskás Adrienn – fagott | Pünkösty Mária – fuvola
R

Rácz Gergely – trombita | Rácz Hunor – ütőhangszerek | Ragasits Adrián – kürt | Rápli Róbert – klarinét | Ravasz Krisztofer – tenorkürt | Réthly Attila – tenorkürt | Réthly Barnabás – trombita | Réti László – trombita | Rosta Klára – fuvola | Rozmán Zoltán – bariton
S

Sákovics Béla – trombita | Salamon György – klarinét | Sáling Róbert – klarinét | Samu Gábor – ütőhangszerek | Sándor Bálint – trombita | Sándor Dávid – ütőhangszerek | Sándor László – klarinét | Sarang Péter – trombita | Sárközi Viktória – altszaxofon, trombita | Sárváry László – trombita | Schmall Gyula – kürt | Schmall Róbert – ütőhangszerek | Schüttönhelm Tibor – trombita | Schütz Péter – klarinét | Sebestyén Gábor – klarinét | Sebestyén Mátyás – klarinét | Sebők Márton – bariton | Seibert Vilmos – trombita | Serdült Anna – ütőhangszerek | Simon Dániel – klarinét | Simon Eszter – fuvola | Simon Gábor – fuvola | Simon Tamás – ütőhangszerek | Simon Viktória – fuvola | Simon Viktória – oboa | Sinkó Sára – fuvola, piccolo | Sipos Tímea – altszaxofon, fuvola | Sipos Zoé – kürt | Sisak Rebeka – fuvola | Solymosi Attila – trombita | Sőre Andrea – fuvola | Stangl Péter – trombita | Stiftné Dr. Szíj Mariann – fagott | Strén András – klarinét | Suborics Roland – klarinét | Sümeg Andrea – fuvola | Sümegi Károly – tuba
Sz

Szabados Rebeka – bariton | Szabó Andrásné – klarinét | Szabó Balázs – kürt | Szabó Bence Paszkál – klarinét | Szabó Dániel – ütőhangszerek | Szabó Dóra – fuvola | Szabó Gábor – tenorkürt | Szabó Krisztián – klarinét | Szabó Martin – tuba | Szabó Olivér – klarinét | Szabó Soma – trombita | Szakács Zoltán – trombita | Szakály István – tenorkürt | Szalai Edina – fagott | Szalay Csaba – tenorkürt | Szalay Máté – tenorkürt | Szalók Márton – klarinét | Szarka Márta – klarinét | Szatmári Éva – klarinét | Szatykó Béla – trombita | Szehágel Balázs – tuba | Szekér Anita – fuvola | Szekér Gergely – kürt | Szentgyörgyvári Tibor – tuba | Szentteleki Barnabás – trombita | Szíjj Gábor – tenorkürt | Szijj Zoltán – ütőhangszerek | Szilágyi Levente – trombita | Szovák Hanna – klarinét | Szőke Krisztina – altszaxofon, klarinét | Szöllősi Balázs – kürt | Sztranyák Zsolt – kürt | Szűcs Bálint – ütőhangszerek | Szücs Gergely – trombita | Szücs Gergely – ütőhangszerek | Szűcs Péter – ütőhangszerek
T

Takács Márton – kürt | Takács Nóra – fuvola | Táky Gabriella – trombita | Táncsics Tibor – trombita | Tari István – trombita | Tédi Zsanett – klarinét | Tiborcz Ágnes – fuvola | Tomena Ákos – trombita, szárnykürt | Tóth Ármin – trombita | Tóth Attila – trombita | Tóth Bálint – trombita | Tóth Domonkos – klarinét | Tóth Gábor – klarinét | Tóth Máté – klarinét | Tóth Mónika – fagott | Tóth Péter – tuba | Tóth Renáta – fuvola | Tóth Viola Róza – oboa | Tőke András – trombita | Tőke Zoltán – trombita | Tölgyesi Beáta – oboa | Traxler Balázs – trombita | Traxler Bálint – trombita | Tuider Milán – kürt | Tullner Flóra – fagott
V

Vadász Tibor – klarinét | Varga Balázs – trombita | Varga Dániel – ütőhangszerek | Varga Ferenc – trombita | Várhelyi Zsófia – fuvola | Vass Tamás – klarinét | Vecsei Bálint – tenorszaxofon | Vesztergom Nóra – klarinét | Vigh Gergő – kürt | Vincze Attila – trombita | Vincze Balázs – trombita | Vincze Adél – fuvola | Virágh József – klarinét | Virágos Adrián – ütőhangszerek | Vitályos Sándor – trombita | Vlasits Gábor – kürt
W

Wagner Balázs – trombita | Wagner Csaba – klarinét | Wagner Zoltán – fagott | Willmann Krisztina – fuvola | Woppel Béla – trombita | Woppel Gergely – trombita
Z

Zátonyi János – trombita

## Alapítvány
A Szombathelyi Bartók Béla Zeneiskola Alapítványa szervezi az együttes utazásait, fogadja a segítő felajánlásokat és támogatásokat, valamint a Bartók Béla Zeneiskolával közösen biztosítja a fúvószenekar működését.

### Adatok
Cím: 9700 Szombathely, Rákóczi F. u. 3. (Bartók Béla Zeneiskola)

Számlaszám: 11747006-20131021

Adószám: 18881183-1-18

## Repertoár

### Általában
A zenekar repertoárja főként tradicionális menet- és koncertindulókból, eredeti fúvószenekari művekből, valamint komoly- és könnyűzenei darabok, filmzenék, musicalek, slágerek átirataiból áll.

### A repertoár 2015-ben
Rákóczi-induló (hangsz. Keil Ernő)

Lex Abel: Show Time
 
Leroy Anderson: Bugler's Holiday (hangsz. Michael Edwards)

Klaus Badelt: Pirates of the Caribbean (hangsz. John Wasson)

Ronald Binge: Concerto for Alto Saxophone and Band

Bob Crewe – Bob Gaudio: Can't Take My Eyes Off You (hangsz. Johan de Meij)

Antonín Dvořák: The New World in Beat (hangsz. Franz Watz)

Erkel Ferenc: Hunyadi-induló (hangsz. András Béla)

Henry Fillmore: The Cuckoo

George Gershwin: An American in Paris (hangsz. James Curnow)

Percy Aldridge Grainger: Irish Tune from County Derry

Edvard Grieg: Norsk Dans, Op. 35 No. 3 (hangsz. Patrick Sarsfield Gilmore)

Edvard Grieg: Trolltog, Op. 54 Nr. 3 (hangsz. Dan Godfrey)

Albert Hammond – John Bettis: One Moment In Time (hangsz. John Higgins)

Gustav Holst: March (First Suite in Eb for Military Band)

Elton John – Hans Zimmer: The Lion King (hangsz. Hans van der Heide)

John Lennon – Paul McCartney: The Beatles in Concert (hangsz. Willy Hautvast)

Barry Manilow: Copacabana (hangsz. Johan de Meij)

Van McCoy: African Symphony (hangsz. Naohiro Iwai)

Frank White Meacham: American Patrol (hangsz. Carl Fischer)

Jef Penders: Blossom in a Japanese Garden

Johann Strauss I: Radetzky-Marsch (hangsz. Louis-Philippe Laurendeau)

Björn Ulvaeus – Benny Andersson: Abba Cadabra (hangsz. Johan de Meij)

Björn Ulvaeus – Benny Andersson: Abba Gold (hangsz. Ron Sebregts)

Björn Ulvaeus – Benny Andersson: Thank You for the Music (hangsz. Dennis Armitage)

Kees Vlak: The Highlands

Harold Laurence Walters: Hootenanny

Andrew Lloyd Webber: Andrew Lloyd Webber: A Symphonic Portrait (hangsz. Jerry Nowak)

John Williams: Indiana Jones Selection (hangsz. Hans van der Heide)

### A repertoár 2014-ben
Sons of Erin (hangsz. Ferdinand Beyer)

Jay A. Chattaway: Spanish Fever

Eduardo Di Capua: 'O sole mio (hangsz. Louis-Philippe Laurendeau)

Egressy Béni: Klapka-induló (hangsz. András Béla)

Willy Faust: Broadway Show (On Broadway) (hangsz. Pi Scheffer)

George Gershwin: Swanee (hangsz. William H. Mackie)

Jacob de Haan: Oregon

Johan Halvorsen: Bojarenes inntogsmarsj (hangsz. Louis-Philippe Laurendeau)

Ted Huggens: Junior Concerto

Ted Huggens: Sparkling Drums

John Lennon – Paul McCartney: The Beatles Collection (hangsz. Johan de Meij)

Ted Snyder: The Sheik of Araby (hangsz. William Schulz)

John Philip Sousa: The Liberty Bell

Johann Strauss I: Radetzky-Marsch, op. 228 

Szuk Mátyás: Isaszegi induló (hangsz. Farkas Antal)

Andrew Lloyd Webber: Cats (hangsz. Johan de Meij)

Andrew Lloyd Webber: Jesus Christ Superstar (hangsz. Willy Hautvast)

Andrew Lloyd Webber: The Phantom of the Opera Medley (hangsz. Johnnie Vinson)

### A repertoár 2013-ban
Queen in Concert (hangsz. Jay Bocook)

Johannes Brahms: Ungarischer Tanz Nr. 6 (hangsz. Louis-Philippe Laurendeau)

Fred Ebb – John Kander: Chicago (hangsz. Victor Lopez)

Julius Fučik: Thunder and Blazes (hangsz. Louis-Philippe Laurendeau)

Gustav Holst: March (First Suite in Eb for Military Band)

Jacob de Haan: Ammerland

Will Huff: The Hippodrome

Ted Huggens: Adagietto for Flute

Ted Huggens: Coffee Serenade

Ted Huggens: Choral and Rock Out

Jim Jacobs – Warren Casey: Grease (hangsz. Willy Hautvast)

Ennio Morricone: Moment for Morricone (hangsz. Johan de Meij)

Müller József: Fejérvári-induló

Müller József: Jászkun-induló

Astor Piazzolla: Libertango (hangsz. Lorenzo Bocci)

Johann & Josef Strauss: Pizzicato Polka (ismeretlen hangszerelő)

Kees Vlak: The New Village

### A repertoár 2012-ben
Garry Owen March (hangsz. James M. Fulton)

Louis Armstrong Revival Selection (hangsz. Willy Hautvast)

Harold Bennett: Headway

Euday Louis Bowman: 12th St. Rag

Bill Conti – Carol Connors – Ayn Robbins: Gonna Fly Now (hangsz. Robert W. Lowden)

Edvard Grieg: Norsk Dans, Op. 35 No. 3 (hangsz. Patrick Sarsfield Gilmore)

Charles Gounod: The Young Maria (hangsz. Ted Huggens)

Ted Huggens: Concerto for Pleasure

Elton John – Hans Zimmer: The Lion King (hangsz. Hans van der Heide)

Michael Kamen: Robin Hood Soundtrack Highlights (hangsz. Jay Bocook)

James Last: Happy Music mit James Last (hangsz. Vlad Kabec)

Lehár Ferenc: Losonci induló

Lehár Ferenc: Szamosmenti induló

Barry Manilow: Copacabana (hangsz. Johan de Meij)

Nino Rota: The Godfather Theme. Speak Softly Love (ismeretlen hangszerelő)

John Philip Sousa: The Corcoran Cadets March

Björn Ulvaeus – Benny Andersson: Abba Cadabra (hangsz. Johan de Meij)

Kees Vlak: Saba (Caribbean Concerto)

Kees Vlak: The Highlands

Hans Zimmer – Lisa Gerrard: Gladiator (hangsz. Frank Bernaerts)

### A repertoár 2011-ben
La Bamba (hangsz. Kees Vlak)

Tomaso Albinoni: Adagio (hangsz. Jacob de Haan)

Klaus Badelt: Pirates of The Caribbean (hangsz. John Wasson)

Leonard Bernstein: West Side Story (hangsz. William J. Duthoit)

Jo Brik – Pol Stone: Hello Mr. Conniff (hangsz. Mike Grayson)

Henry Fillmore: Teddy Trombone (A Brother to Miss Trombone)

George Gershwin: Visit to George Gershwin (hangsz. Vlad Kabec)

Jacob de Haan: Oregon

Jaroslav Labský: Olimpiada pochod

Howard Shore: The Lord of the Rings – The Fellowship of the Ring (hangsz. John Whitney, Gilberto Salvagni)

Dimitri Shostakovitch: The Second Waltz (hangsz. André Waignein)

John Philip Sousa: The High School Cadets

Johann Strauss: Radetzky Marsch

Vangelis: Conquest of Paradise (hangsz. Wilfried Kornmeier)

John Williams: John Williams in Concert (hangsz. Paul Lavender)

### A repertoár az előző években
[...]

## Lásd még
- Bartók Béla Zeneiskola – A zeneiskola hivatalos oldala.
- Szombathelyi Művészeti Szakközépiskola – A szakközépiskola hivatalos oldala.
- Csepreg Város Fúvószenekara – A fúvószenekar hivatalos oldala.
- Sárvári Koncertfúvószenekar – A fúvószenekar hivatalos oldala.
- Sopron Város Fúvószenekara – A fúvószenekar hivatalos oldala.
- Szombathely Város Fúvószenekara – A fúvószenekar hivatalos oldala.
- Táplánszentkereszti Ifjúsági Fúvószenekar – A fúvószenekar oldala.